# Keep on Dancing (canção)
Keep on dancing é uma canção de 1993 do DJ Bobo. O single provem do álbum de 1993, Dance With Me. A musica conta com os vocais da cantora Christiane Lupp (também conhecida como Christiane Eiben). A canção alcançou o primeiro lugar na Finlândia.

## Posições
| Posição(1993-1994)                  | posição |
| ----------------------------------- | ------- |
| Austrália (ARIA)                    | 54      |
| Áustria (Ö3 Austria Top 75)         | 7       |
| Europa (Eurochart Hot 100)          | 10      |
| Finlândia (Suomen virallinen lista) | 1       |
| Países Baixos (Dutch Top 40)        | 10      |
| Países Baixos (Single Top 100)      | 9       |
| Noruega (VG-lista)                  | 9       |
| Suécia (Sverigetopplistan)          | 7       |
| Suíça (Schweizer Hitparade)         | 2       |